# Wolfgang Buchner
Wolfgang Buchner (* 1946 in Mürzzuschlag) ist ein österreichischer Maler und Bildhauer.

## Leben

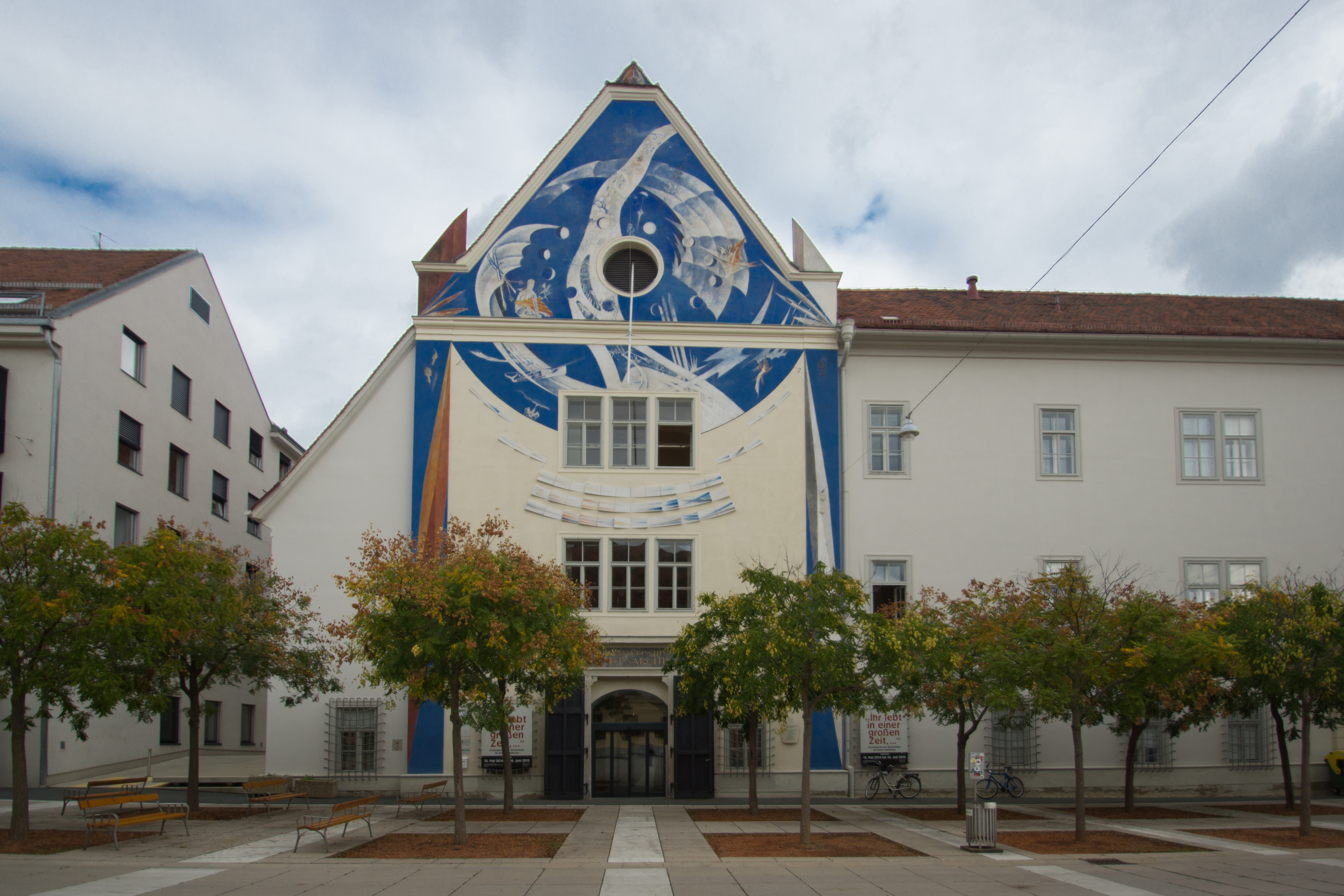
Wandmalerei Milchstraße am Landesarchiv in Graz

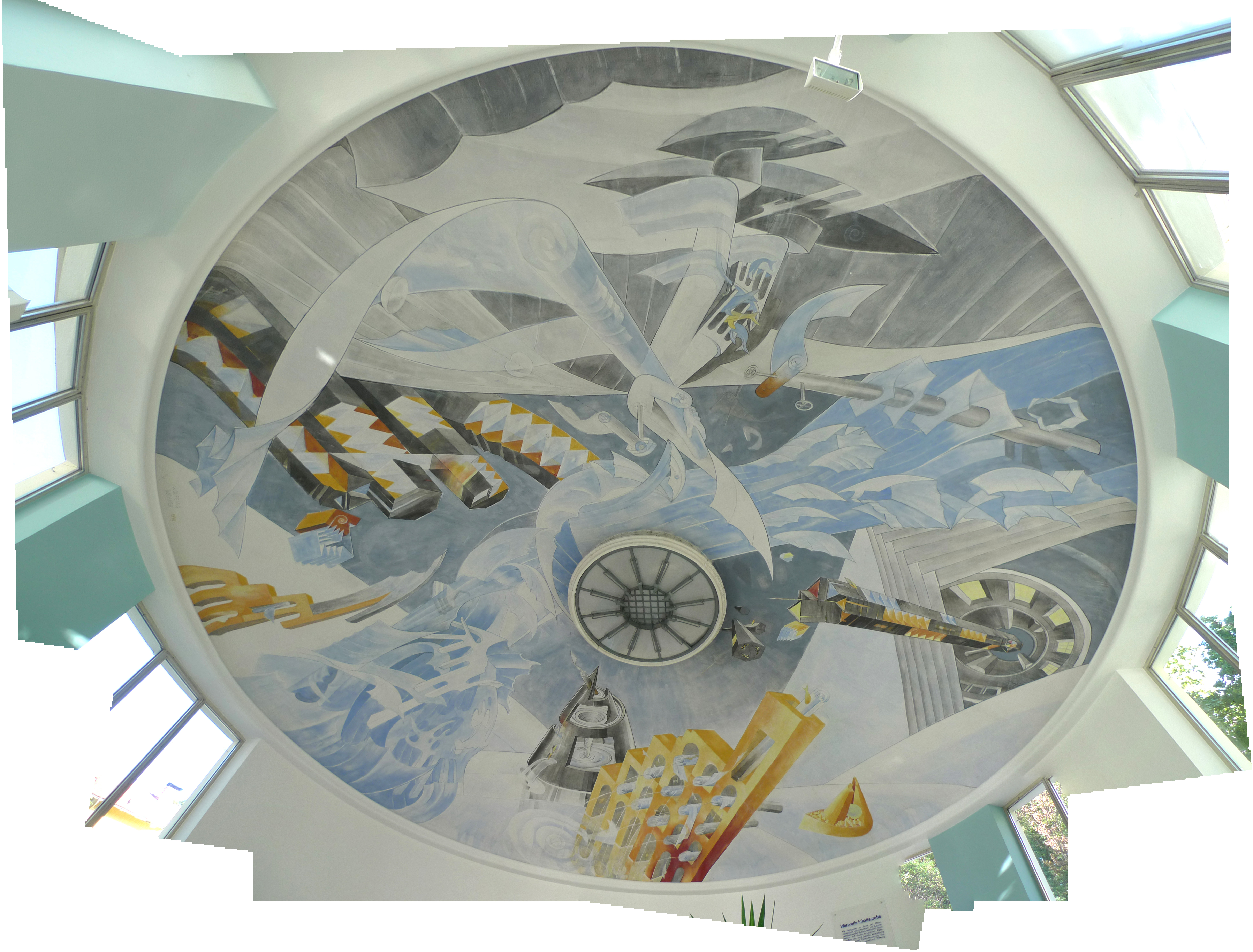
Deckengemälde Über den Quellen im Brunnenhaus Bad Gleichenberg

Wolfgang Buchner studierte frei Philosophie, Ethnologie und Naturwissenschaften und nahm bei Wolfgang Schaukal Zeichenunterricht.
Er lebt und arbeitet als freier Künstler in Graz.

## Auszeichnungen
- 1972 Stipendium Rom
- 1977 Kunstpreis des Bundesministeriums für Unterricht und Kunst
- 2000 Stipendium Japan
- 2016 Kunstpreis der Stadt Graz[1]

## Publikationen
- Tauweg. Wolfgang Buchner = Tsuyu-do. Ausstellungskatalog Wolfgang Buchner – Rotsalz im Herbstberg – Poetische Modelle Neue Galerie Graz 14. Februar – 13. April 2009 Kuratiert von Christa Steinle, Graz 2009, ISBN 978-3-902241-41-2.[2]
- Poetische Modelle. 1960–2011. Mit Texten von Götz Pochat, Anna Spohn und Wilhelm Hengstler, Folio Verlag, Wien 2013, ISBN 978-3-85256-635-1.[3]

## Werke im öffentlichen Raum
- 1986/1987 Wandmalerei Milchstraße am Landesarchiv in Graz[4]
- 1990 Deckenmalerei Über den Quellen im Brunnenhaus Bad Gleichenberg